# Rio Capivara (Oberer Iguaçu)
Der Rio Capivara ist ein etwa 6 km langer rechter Nebenfluss des Rio Iguaçu im Südosten des brasilianischen Bundesstaats Paraná.

## Etymologie

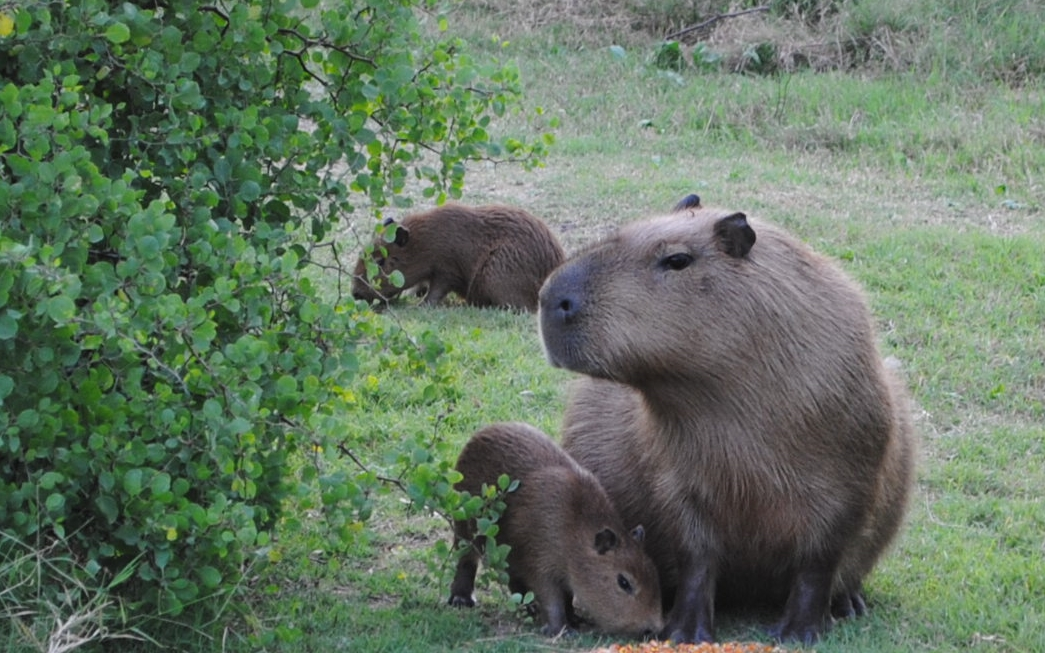
Capivara (Wasserschwein) mit Jungen

Capivara ist der in Brasilien übliche Name des Wasserschweins.  

## Geografie

### Lage
Das Einzugsgebiet des Rio Capivara befindet sich auf dem Primeiro Planalto Paranaense (Erste oder Curitiba-Hochebene von Paraná).

### Verlauf
Sein Quellgebiet liegt im Westen des Munizips Araucária im Distrikt Colônia Cristina auf 910 m Meereshöhe etwa 10 km westlich des Hauptorts in der Nähe der PR-423.
Der Fluss verläuft zunächst in westlicher Richtung und wendet sich in einem großen Bogen nach Süden. Er mündet auf 868 m Höhe von rechts in den Rio Iguaçu. Er ist etwa 6 km lang.

### Munizipien im Einzugsgebiet
Der Rio Capivara verläuft vollständig innerhalb des Munizips Araucária.